# تروتمانسدورف این اوست‌اشتایرمارک
تروتمانسدورف این اوست‌اشتایرمارک (به آلمانی: Trautmannsdorf in Oststeiermark) یک منطقهٔ مسکونی در اتریش است که در زودوست‌اشتایرمارک واقع شده‌است. تروتمانسدورف این اوست‌اشتایرمارک ۷٫۲۹ کیلومتر مربع مساحت دارد ۳۲۶ متر بالاتر از سطح دریا واقع شده‌است.